# Novo Airão
Novo Airão is een gemeente in de Braziliaanse deelstaat Amazonas. De gemeente telt 15.915 inwoners (schatting 2009).